# Forez
Forez je historická oblast ve francouzském metropolitním regionu Auvergne-Rhône-Alpes západně od Lyonu. Jejím centrem je město Montbrison. Název je odvozen od města Feurs (ve starověku Forum Segusiavorum). Používá se zde franko-provensálský dialekt forézien.

## Geografie
Krajem protéká řeka Loira a její přítok Lignon du Forez. Pohoří Monts du Forez dosahuje výšky 1 634 metrů. V roce 1986 byl založen regionální přírodní park Livradois-Forez. Nachází se zde vinařská oblast Côtes du Forez. Ze Saint-Galmier pochází minerální voda Badoit, sýr Fourme de Montbrison má ochrannou známku AOC. Významné je také rybníkářství. Saint-Bonnet-le-Château je proslulé zbrojním průmyslem. V roce 1827 byla z uhelných dolů v Andrézieux do Saint-Étienne vybudována první železnice ve Francii.

## Obyvatelstvo
Původními obyvateli byli galští Segusiavové. V desátém století vzniklo hrabství Forez, které v roce 1417 ovládli Bourboni a v roce 1531 se stalo jednou z francouzských provincií. Po Velké francouzské revoluci byly provincie zrušeny a území Forez rozděleno mezi departementy Loire, Haute-Loire a Puy-de-Dôme.

## Odraz v umění
Honoré d’Urfé do zdejší krajiny zasadil děj své knihy L’Astrée. V roce 1998 dostal Forez označení Město a kraj umění a historie.

## Pojmenování podle regionu
Podle regionu je pojmenována pařížská ulice rue du Forez. François Mauriac používal v odboji pseudonym Forez.